# Tournay (Belgique)
Ne doit pas être confondu avec Tournai.
Pour les articles homonymes, voir Tournay (homonymie).
Tournay (en wallon : Tournai-dlé-l'-Tchestea) est une section de la ville belge de Neufchâteau située en Région wallonne dans la province de Luxembourg.
C'était une commune à part entière avant la fusion des communes de 1977.

## Évolution démographique
- Source: DGS, 1831 à 1970=recensements population, 1976= habitants au 31 décembre
- 1910: Scission de Grandvoir en 1903